# شيرلي كار
شيرلي كار هي نقابية كندية، ولدت في 1 مايو 1929 في نياجارا فولز في كندا، وتوفي بنفس المكان في 24 يونيو 2010.